# 아부디스

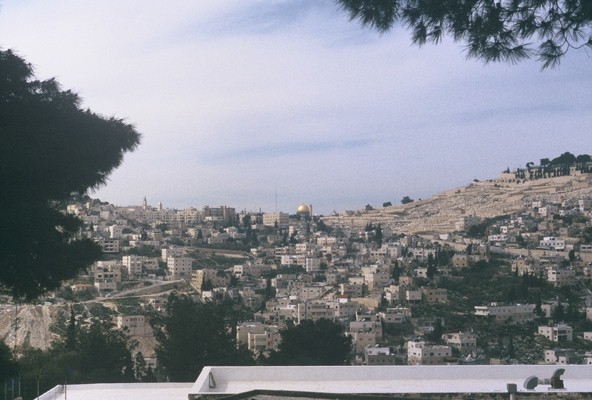
아부디스

아부디스(아랍어: أبو ديس)는 팔레스타인 요르단강 서안 지구 예루살렘주의 도시이다. 1995년 제2차 오슬로 협정 이후 아부디스는 대부분 이스라엘 군사 통제와 팔레스타인 시민 통제 하에 있는 "B 지역"의 일부가 되었다. 팔레스타인 중앙 통계국 (PCBS) 인구 조사에 따르면 2017년 아부디스의 인구는 12,251명이었다.